# Imam

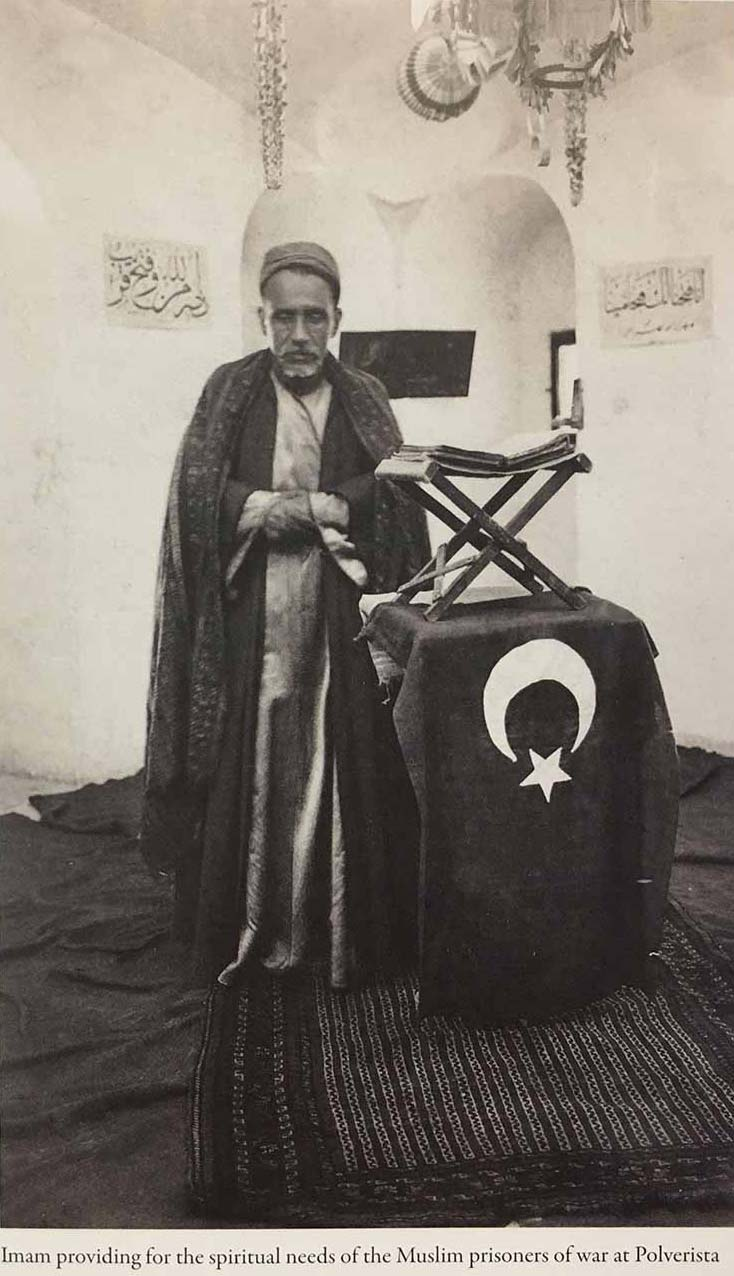
Imam dei prigionieri di guerra musulmani a Malta durante l'assedio del 1940

Il termine imàm (pronuncia imàm, dall'arabo إمام che fa riferimento a una radice lessicale che indica lo "stare davanti" e, quindi, "essere guida"; adattamento italiano: imano), può indicare tanto una preclara guida morale o spirituale (ed è questo l'uso che per lo più se ne fa in ambiente politico) quanto un semplice devoto musulmano che sia particolarmente esperto nei movimenti rituali obbligatori della preghiera canonica ṣalāt. Costui si pone davanti agli oranti, dando modo ad essi di correggere eventuali errori nei movimenti che comporterebbero l'invalidità della salāt.
Da un punto di vista istituzionale, l'Imam è storicamente il capo della Comunità islamica (Umma) ed è per questo, nel Sunnismo, sinonimo di califfo, come chiaramente esplicitato nel lemma «Imāma» da Wilferd Madelung su: The Encyclopaedia of Islam.
Un peso senz'altro maggiore è dato dalla figura dell'Imam dalla Comunità islamica sciita - considerato Guida ideale per meriti umani e conoscenza religiosa essoterica ed esoterica - a causa dei suoi legami di sangue e spirituale con ʿAlī ibn Abī Ṭālib, cugino e genero del profeta Maometto. La sua speciale eccellenza fra gli uomini deriva però dall'essere, in modo privilegiato, ineffabilmente assistito da parte di Dio.
Per la maggioranza dello sciismo - detto imamita, duodecimana o, in arabo, Ithnāʿashariyya - il numero degli Imàm che legittimamente hanno guidato i fedeli musulmani (o sarebbero stati legittimamente destinati a farlo se poi, storicamente, non ne fossero stati impediti dai califfi omayyadi e abbasidi) è di dodici, mentre per la minoranza ismailita (o settimana, in arabo Sabʿiyya) il numero si limita a sette.
Per i duodecimani l'elenco è il seguente:
1. ʿAlī ibn Abī Tālib, detto al-Murtaḍā (m. 661)
2. al-Hasan ibn ʿAlī ibn Abī Tālib (m. 669)
3. al-Husayn ibn ʿAlī ibn Abī Tālib (m. 680)
4. ʿAlī ibn al-Husayn, detto Zayn al-ʿAbīdīn, "Ornamento dei devoti" (m. 712)
5. Muhammad ibn ʿAlī, detto al-Bāqir (m. 731)
6. Jaʿfar ibn Muhammad, detto al-Sādiq (m. 765)
7. Mūsā ibn Jaʿfar, detto al-Kāzim (m. 799)
8. ʿAlī ibn Mūsā, detto al-Riḍā (m. 818)
9. Muhammad ibn ʿAlī, detto al-Taqī o al-Jawād (m. 835)
10. ʿAlī ibn Muhammad, detto al-Naqīʿ o al-Hādī (m. 868)
11. al-Hasan ibn ʿAlī, detto al-ʿAskarī (m. 874)
12. Muhammad b. al-Ḥasan, detto al-Mahdī ("occultatosi" nell'874)

In entrambi i casi l'ultimo Imam (Muhammad al-Mahdī o Ismāʿīl ibn Jaʿfar) non viene considerato morto ma semplicemente occultatosi agli occhi del mondo e destinato a manifestarsi alla fine dei tempi, in qualità di Mahdī, per restaurare il puro Islam delle origini.